# 如淵
如渕（じょえん、生年不詳 - 天正16年（1588年?））は、戦国時代から安土桃山時代にかけての臨済宗の僧。長宗我部氏の家臣。真西堂如渕（しんせいどう -）とも呼ばれることもある。吉良親貞の庶子で吉良親実の庶兄。吉良宣義の甥という説もある。

## 経歴
土佐国に下向していた南村梅軒に土佐南学を学んだ後に上京。東福寺や妙心寺で修行して土佐国帰国。宗安寺の住持となった。
長宗我部元親に招かれ、岡豊城で儒学（南学）の講義を行ったが、長宗我部盛親の家督相続問題で弟・親実が自害させられると、それに連座して殺害された。
有名な七人みさきの一人になったといわれる。中村の太平寺に逃れて、その後に上京したという説もある。「吉良物語」の著者とされている。 